# Boldenshagen
Boldenshagen ist ein Ortsteil der Stadt Kröpelin im Landkreis Rostock in Mecklenburg-Vorpommern.

## Geografie und Verkehrsanbindung
Boldenshagen liegt nordwestlich des Kernortes Kröpelin an der Landesstraße L 122. Südlich verläuft die B 105.
Unweit entfernt nördlich liegt der Diedrichshagener Berg, mit 129,8 m ü. NHN die höchste Erhebung im bewaldeten Höhenzug Kühlung.